# Lia (cantora sul-coreana)
Choi Ji-su (em coreano: 최지수; 21 de julho de 2000) mais conhecida pelo seu nome artístico Lia (em coreano: 리아), é uma cantora sul-coreana. Ela é integrante e vocalista principal do girl group sul-coreano ITZY. 

## Vida pessoal
Seu nome artístico Lia, vem do nome que usou para viver no Canadá, Júlia, dado por sua tia. Ela é a única do grupo fluente em Inglês.

## Discografia

### Aparições em trilhas sonoras.
| Título                                                                    | Ano  | Peak Chart Posições | Álbum                  |
| Título                                                                    | Ano  | KOR                 | Álbum                  |
| ------------------------------------------------------------------------- | ---- | ------------------- | ---------------------- |
| "Always Be Your Star" (밝혀줄게 별처럼)                                   | 2022 | —                   | The Red Sleeve OST     |
| "Blue Flower" (푸른꽃)                                                    | 2022 | 184                 | Alchemy of Souls 2 OST |
| "One Hundred Love" (수백날 수천밤)                                        | 2023 | —                   | Dr. Romantic 3 OST     |
| "—" denota uma gravação que não traçou ou não foi lançada naquela região. |      |                     |                        |

### Créditos de composição
Todos os créditos das canções são adaptados do banco de dados da Korea Music Copyright Association, salvo indicação em contrário.
| Ano  | Artista | Canção          | Álbum      | Letrista  | Letrista    | Compositor | Compositor  |
| Ano  | Artista | Canção          | Álbum      | Creditada | Com         | Creditada  | Com         |
| ---- | ------- | --------------- | ---------- | --------- | ----------- | ---------- | ----------- |
| 2024 | ITZY    | "Blossom (Lia)" | Born to Be | Yes       | Sim Eun Jee | Yes        | Sim Eun Jee |

## Filmografia

### Apresentações em Programas
| Ano  | Título                       | Notas                     | Ref.   |
| ---- | ---------------------------- | ------------------------- | ------ |
| 2020 | 9th Gaon Chart Music Awards  | com Leeteuk               | [ 8 ]  |
| 2020 | Dream Concert                | com Eunhyuk e Cha Eun-woo | [ 9 ]  |
| 2021 | 10th Gaon Chart Music Awards | com Leeteuk               | [ 10 ] |

## Ligações Externas
- Commons